# Wowza Streaming Engine
Wowza Streaming Engine （ワウザ ストリーミング エンジン）はWowza Media Systemsが開発している、動画ストリーミングサーバ。RTMPを使い、Adobe Flash Playerと通信できるが、クライアント・サーバ間の遠隔手続き呼出しにも対応しており、その際、サーバ側はJavaで記述する。バージョン4.0より、ウェブブラウザベースで管理出来るGUIを搭載した。
- 様々な規模のライブ配信とオンデマンド配信に対応
- 様々な端末で動画を再生（マルチスクリーン）
- 様々な回線状況で動画を再生　（アダプティブ・ビット・レート）

## 歴史
- 2007年2月19日 - 1.0.0リリース。RTMPのみ対応しており、Wowza Media Server Proという商品名だった。
- 2008年5月15日 - 1.5.0リリース。RTSP、RTP、MPEG-TS対応。コーデックもH.264やAAC対応。
- 2009年12月17日 - 2.0.0リリース。Wowza Media Serverに名称を変更。HTTP Live Streamingや Microsoft Smooth Streamingに対応。
- 2010年11月9日 - 2.2.0リリース。Adobe HTTP Dynamic Streaming対応。
- 2011年10月7日 - 3.0.0リリース[2]。ライブストリームトランスコーダー、ネットワークDVR、DRM対応。
- 2012年11月13日 - 3.5.0リリース。
- 2014年2月11日 4.0リリース。MPEG-DASHに正式対応、Wowza Streaming Engineに名称変更[3]。
- 2014年9月10日 - 4.1.0リリース。HEVC/H.265 Transcodingにプレビュー対応した。
- 2015年6月16日 - 4.2.0リリース。インストール作業が容易になった。
- 2015年10月6日 - 4.3.0リリース。REST API 1.0、CDN配信などに対応した。
- 2016年2月2日 - 4.4.0リリース。Telos Alliance Audio Encoders, Cross-Origin Resource Sharing (CORS) などに対応した[4]。
- 2016年5月23日 - 4.5.0リリース。
- 2016年11月15日 - 4.6.0リリース。
- 2017年4月24日 - 4.7.0リリース。

## 対応プロトコル
- HTTP
  - Adobe HTTP Dynamic Streaming
  - Apple HTTP Live Streaming
  - Microsoft Smooth Streaming
  - MPEG‐DASH（Dynamic Adaptive Streaming over HTTP)
- Real Time Messaging Protocol (RTMP)
- Real Time Streaming Protocol (RTSP), Real-time Transport Protocol (RTP)
- MPEG2 Transport Protocol

Real Time Media Flow ProtocolとWindows Media Videoには対応していない。

## エディション
- 永久ライセンス (Perpetual Edition) 商用利用不可
- 月額課金版 (Monthly Edition) 商用利用可
- トライアル版 (Trial Edition) 無償（180日間）利用制限あり
- 開発者向け版 (Developer Edition) 無償（180日間）利用制限あり
- AWSでの利用 (Bring Your Own Licenseがコスト的には安い）

1. Bring Your Own License 永久ライセンス若しくは月額課金版をAWSにインストールする方法
2. AMIを利用する方法

## 参照
1. ↑  Wowza Streaming Engine 4.7.7 Release Notes
2. ↑  Wowza Media Server 3.0.0 Release Notes
3. ↑  Wowza Streaming Engine 4.0.1 Release Notes
4. ↑  Wowza Streaming Engine 4.4.0 Release Notes